# مصطفى إسماعيلي
مصطفى إسماعيلي، من مواليد 9 يناير 1997، عداء مغربي متخصص في ركض المسافات المتوسطة، شارك في بطولة العالم لألعاب القوى داخل الصالات 2016 التي أقيمت في مدينة بورتلاند بالولايات المتحدة الأمريكية.

## روابط خارجية
- مصطفى إسماعيلي على موقع الاتحاد الدولي لألعاب القوى (الإنجليزية)
- مصطفى إسماعيلي على موقع الدوري الماسي (الإنجليزية)
- مصطفى إسماعيلي على موقع اللجنة الأولمبية الدولية (الإنجليزية)
- مصطفى إسماعيلي على موقع أوليمبيديا (الإنجليزية)
- مصطفى إسماعيلي على موقع اللجنة الأولمبية المغربية (الفرنسية)